# Далматія (Пенсільванія)
Далматія (англ. Dalmatia) — переписна місцевість (CDP) в США, в окрузі Нортамберленд штату Пенсільванія. Населення — 475 осіб (2020).

## Географія
Далматія розташована за координатами 40°38′56″ пн. ш. 76°54′15″ зх. д. / 40.64889° пн. ш. 76.90417° зх. д. (40.648944, -76.904234).  За даними Бюро перепису населення США в 2010 році переписна місцевість мала площу 2,03 км², з яких 1,90 км² — суходіл та 0,13 км² — водойми.

## Демографія
Згідно з переписом 2010 року, у переписній місцевості мешкало 488 осіб у 207 домогосподарствах у складі 133 родин. Густота населення становила 240 осіб/км².  Було 230 помешкань (113/км²).
Расовий склад населення:
| - 96,5 % — білих - 0,8 % — чорних або афроамериканців - 0,2 % — корінних американців |

До двох чи більше рас належало 1,8 %. Частка іспаномовних становила 0,8 % від усіх жителів.
За віковим діапазоном населення розподілялося таким чином: 22,7 % — особи молодші 18 років, 56,2 % — особи у віці 18—64 років, 21,1 % — особи у віці 65 років та старші. Медіана віку мешканця становила 44,1 року. На 100 осіб жіночої статі у переписній місцевості припадало 95,2 чоловіків;  на 100 жінок у віці від 18 років та старших — 95,3 чоловіків також старших 18 років.
Середній дохід на одне домашнє господарство  становив 51 374 долари США (медіана — 41 083), а середній дохід на одну сім'ю — 61 247 доларів (медіана — 50 417). За межею бідності перебувало 12,0 % осіб, у тому числі 28,7 % дітей у віці до 18 років та 6,4 % осіб у віці 65 років та старших.
Цивільне працевлаштоване населення становило 177 осіб. Основні галузі зайнятості: освіта, охорона здоров'я та соціальна допомога — 18,1 %, роздрібна торгівля — 15,3 %, публічна адміністрація — 12,4 %, будівництво — 12,4 %.